# Zofia Łazowska
Zofia Łazowska (ur. 11 stycznia?/23 stycznia 1892 w Winnicy, zm. 5/6 marca 1920 tamże) – działaczka Polskiej Organizacji Wojskowej. Dama Orderu Virtuti Militari.

## Życiorys
Urodziła się w rodzinie Józefa i Bronisławy z d. Mogrulec. Absolwentka gimnazjum. Pobierała nauki rysunku w Krakowie i ogrodnictwa w Warszawie. Od 1915 działaczka tajnych organizacji. Od wiosny 1919 w Polskiej Organizacji Wojskowej.
„Na początku 1920 aresztowana, wraz z innymi członkami organizacji, przez władze bolszewickie i po śledztwie rozstrzelana w Winnicy. Pochowana na miejscowym cmentarzu.”.

## Ordery i odznaczenia
- Krzyż Srebrny Orderu Wojskowego Virtuti Militari nr 7928 – pośmiertnie, 17 maja 1922 „za czyny w byłej POW na Wschodzie (KN III)”[2][1]
- Krzyż Niepodległości[1]